# 伞花铁心木
伞花铁心木（學名：Metrosideros umbellata），又名南方鐵心木，是紐西蘭特有的十一種鐵心木的其中一種。能長至15米高及樹幹可達1米闊。與其同屬物種一樣，能長出鮮艷的紅花；但與其近似種粗狀鐵心木不同，此種甚少以附生植物形式生長。

## 描述
傘花鐵心木的花一般呈鮮紅色，也有白花及黃花，雄蕊約2厘米長。花期通常在12月至2月期間，取決於當地的環境條件。葉長由3到6厘米長不等，前緣尖銳。木質堅硬緻密。
樹皮是粗糙的和呈片狀，並為如Astelia物種和Freycinetia banksii（Kiekie）等附生植物提供一個理想的分層結構作其根部。傘花鐵心木是南島西海岸線花蜜的主要來源。卡卡鸚鵡、图伊鸟和新西蘭鈴鳥就因其豐富的花蜜而時常造訪。

## 分佈

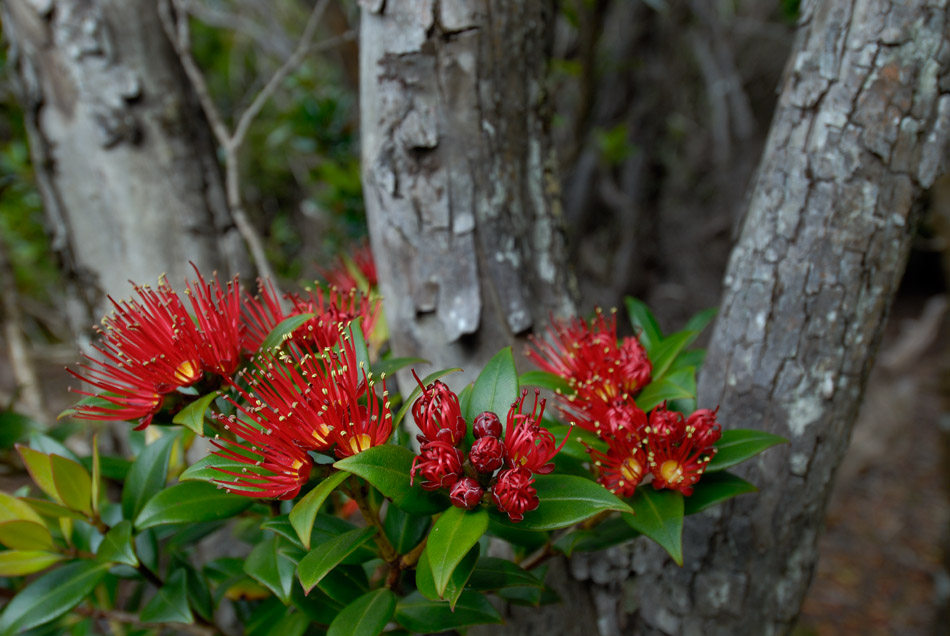
生長於南緯50度奧克蘭群島上的傘花鐵心木，也是此種所能生長的最南的極限

多在降雨量大而清爽的地區生長，是南島西岸重要的原生鐵心木花蜜的重要來源。
此種是最廣泛分佈的新西蘭鐵心木品種。從北島_(紐西蘭)的南緯36度以南開始，在南島西部變得常見，但較少在東部出現。在斯圖爾特島（47ºS）上分普遍，並在奧克蘭群島在那裡達到其50ºS的南限。

## 保育
尽管南部拉塔（rātā）不被视为受到威胁，但在北岛却很少见，在某些地区，负鼠的吃食也给它带来了威胁。在塔拉鲁阿地区，南部的拉塔特别种群似乎已被北部和南部的拉塔之间混杂的种群所取代。
绯红计划（Project Crimson）是一个慈善信托，旨在促进对鼠尾草及相关的胡图卡瓦树的保护。

## 種植
南部拉塔是很漂亮的样本树，但是除非在潮湿的土壤中理想的条件下生长，否则生长会很慢。它很容易从新鲜种子中生长出来。虽然可以从软木或半硬木插枝上种下树木，但这些往往被证明不会扎根。由于它具有良好的抗风和抗盐性，因此非常适合沿海环境。

## 延伸閱讀
- Salmon, J.T., 1986. The Native Trees of New Zealand. Wellington: Heinneman Reed.
- Simpson, P., 2005. Pōhutukawa & Rātā: New Zealand's Iron-Hearted Trees. Wellington: Te Papa Press.

## 外部連結
- Project Crimson （页面存档备份，存于）